# Thomasomys apeco
Thomasomys apeco är en gnagare i släktet paramoråttor som förekommer i centrala Peru.
Thomasomys apeco når en kroppslängd (huvud och bål) av genomsnittlig 238 mm, en svanslängd av 280 till 320 mm och en vikt av 164 till 335 g. Den har 50 till 59 mm långa bakfötter och 27 till 31 mm stora öron. Den långa och täta pälsen har på ovansidan en mörk orangebrun färg (sienna), med nyanser i ockra och olivgrön. Dessutom ingår några helt svarta hår. På undersidan är pälsen ljusare ockra till ljusbrun. Arten kännetecknas av långa morrhår och vid svansens spets saknas en tofs.
Utbredningsområdet är Rio Abiseo nationalpark och angränsande landskap i Anderna. Arten vistas i regioner som ligger vid cirka 3300 meter över havet. Den lever i bergsskogar och i bergsstäppen Páramo. Individer hittas ofta nära vattendrag.
Denna gnagare går antagligen på marken och klättrar i växtligheten. Fortplantningen sker såvida känd i den torra perioden i juli och augusti. En hona var dräktig med en unge.
För beståndet är inga hot kända. IUCN listar arten som livskraftig (LC).